# Jardin-musée départemental Bourdelle d'Égreville
Pour les articles homonymes, voir Bourdelle.
 (octobre 2017).
Le Musée-jardin départemental Bourdelle d'Égreville situé à Égreville (Seine-et-Marne) est un musée d'art de plein air consacré à Antoine Bourdelle, présentant un ensemble d'œuvres de l'artiste.
L'objectif initial de ce jardin était de créer un contrepoint en plein air du musée installé dans son ancien atelier parisien. Il y est présenté des bronzes originaux qui s'intègrent aux parterres dessinés dans l'esprit de l'époque art déco, s'inspirant de la tradition des parcs à la française.

## La création du musée-jardin
La propriété sur laquelle se trouve le musée-jardin a été constitué entre 1966 et 1969 par Michel Dufet et son épouse Rhodia Dufet-Bourdelle, fille de Cléopâtre Bourdelle-Sevastos et d'Antoine Bourdelle. Plusieurs parcelles de terrains furent acquises afin de former un ensemble de 7000m², sur lequel se dressaient plusieurs bâtiments ruraux. Dès la première acquisition en 1966, Michel Dufet a entrepris l’aménagement  d'un jardin et la transformation des bâtiments. Le jardin, dans lequel sont conservés quelques arbres anciens, est dessiné selon un plan très organisé et complexe de pelouses et de parterres à broderies de buis égayés de plantes vivaces ou annuelles dont les coloris dominants varient selon les saisons. Des ensembles de conifères sont plantés pour structurer l'espace tandis que des rideaux de peupliers ou de palissades végétales ferment les échappées vers l'extérieur. Cette création, qui s'inspire de la tradition des parcs à la française et des jardins de l'époque art déco, est semble-t-il la seule œuvre de Michel Dufet dans ce domaine.
Ce jardin sert d'écrin à un ensemble de 56 sculptures en bronze d'Antoine Bourdelle qui ont été installées progressivement entre 1967 et le début des années 1980. Il s'agit de bronzes originaux pour la plupart spécialement réalisés en vue de leur installation dans ce lieu. Bien que certains bronzes aient été déplacés à l'arrivée de nouvelles œuvres, il semble que d'une manière générale, l'emplacement de chaque sculpture ait été déterminé de manière précise, davantage en fonction de l'effet décoratif de chaque œuvre que par rapport à une présentation didactique de l’œuvre de Bourdelle. La plupart des grandes œuvres de Bourdelle sont présentes dans le jardin et on peut citer parmi les plus célèbres Héraklès archer, le Centaure mourant, les bas-reliefs du théâtres des Champs-Élysées ou la statue équestre du Général Alvear, cantonnée de ses quatre figures allégoriques. Le projet de Michel Dufet et de son épouse Rhodia était de créer dans ce jardin un contrepoint en plein air du Musée Bourdelle de Paris dont ils avaient également été les artisans quelques décennies plus tôt. La présentation des sculptures à l'air libre, dans un cadre végétal strictement organisé jouant à la fois sur les couleurs et sur l'organisation de l'espace, permet d'apprécier dans toute sa vigueur l'art de Bourdelle que Michel Dufet a voulu magnifier par un travail original de création paysagère.
À la suite de la mort en 2002 de Rhodia Dufet-Bourdelle, seconde fille de l'artiste, le département de Seine-et-Marne hérite de ce lieu et effectue les travaux nécessaires pour ouvrir les jardins au public, la maison n'étant pas ouverte à la visite.

## Les collections du musée

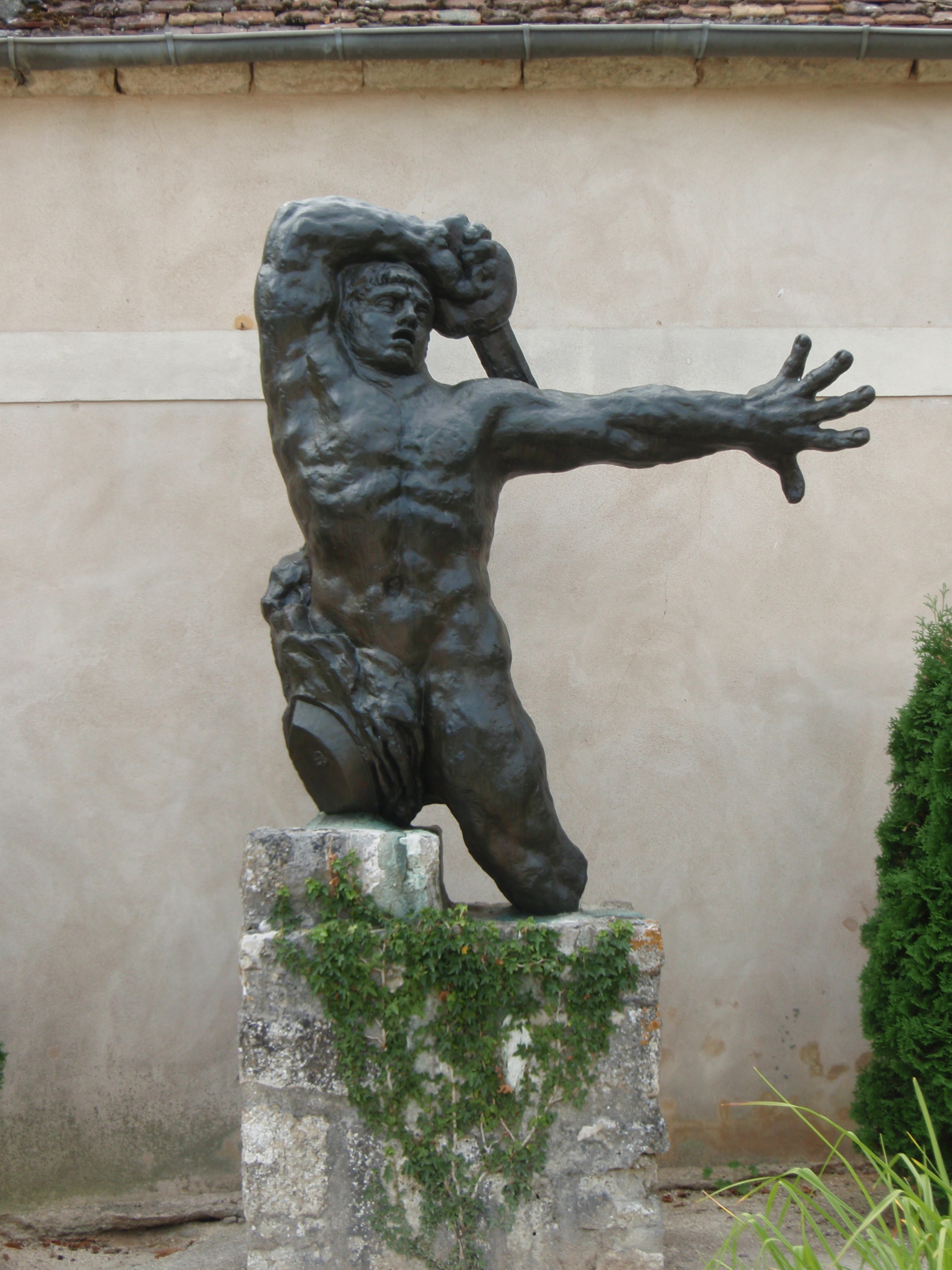
Grand guerrier

Liste des 58 œuvres d'Antoine Bourdelle conservées au musée-jardin départemental d'Égreville :

### Jardin de devant
- Héracles archer (1909)
- Baigneuse accroupie au rocher (1906-1907)
- Grand guerrier dit de Montauban (Monument aux défenseurs et combattants du Tarn et Garonne, 1870-1871) (1898-1900)
- Faunes et chèvres dit l'Art pastoral (projet de Monument à Claude Debussy) (1907)
- Colonne à la femme rieuse et au chapiteau (avant 1904)
- Nobles fardeaux (1910)
- Cheval sans selle (Monument au général Alvear) (1913-1915)
- L'âme passionnée/pathétique (décor du théâtre des Champs-Élysées) (1912)
- L'âme héroïque (décor du théâtre des Champs-Élysées) (1912)

### Jardin central, potager décoratif
- Beethoven, grand accoudé (1903)
- Tête de cheval (Monument du général Alvear) (vers 1920)
- Beethoven dans le vent, avec draperie (1904-1908)
- Monument à Rodin (1909)
- Statue d'Adam Mickiewicz (1909-1910)
- Muse (décor du théâtre des Champs-Élysées) (1912)
- Le Crépuscule (1895)
- Fontaine (inachevé) (avant 1904)
- L'Aurore (1895)
- Pénélope (sans fuseau) (1905)
- Bélier couché (1908)
- Trois muses (décor du théâtre des Champs-Élysées) (1912)
- Le Fruit, représentation d’Eve, tourne le dos à Adam dans le jardin (1906)
- Le centaure mourant, (1911)
- Grand guerrier couché au glaive (Monument aux défenseurs et combattants du Tarn et Garonne, 1870-1871) (vers 1898)
- Dragon sur rocher (projet pour le Monument aux défenseurs et combattants du Tarn et Garonne, non exécuté) (1897)
- Monument à Auguste Quercy, (1911), poète, ami de jeunesse de l'artiste
- Buste de Mecislas Goldberg (1898)
- Jeanne d'Arc au sacre, à l'étendard avec hampe verticale (1909)
- Buste stèle d'André Rouveyre (1909)
- Buste d'Onésime Reclus (stèle) (1919)
- La France. Grande étude sans attributs (1925)Statue équestre du Général Alvear

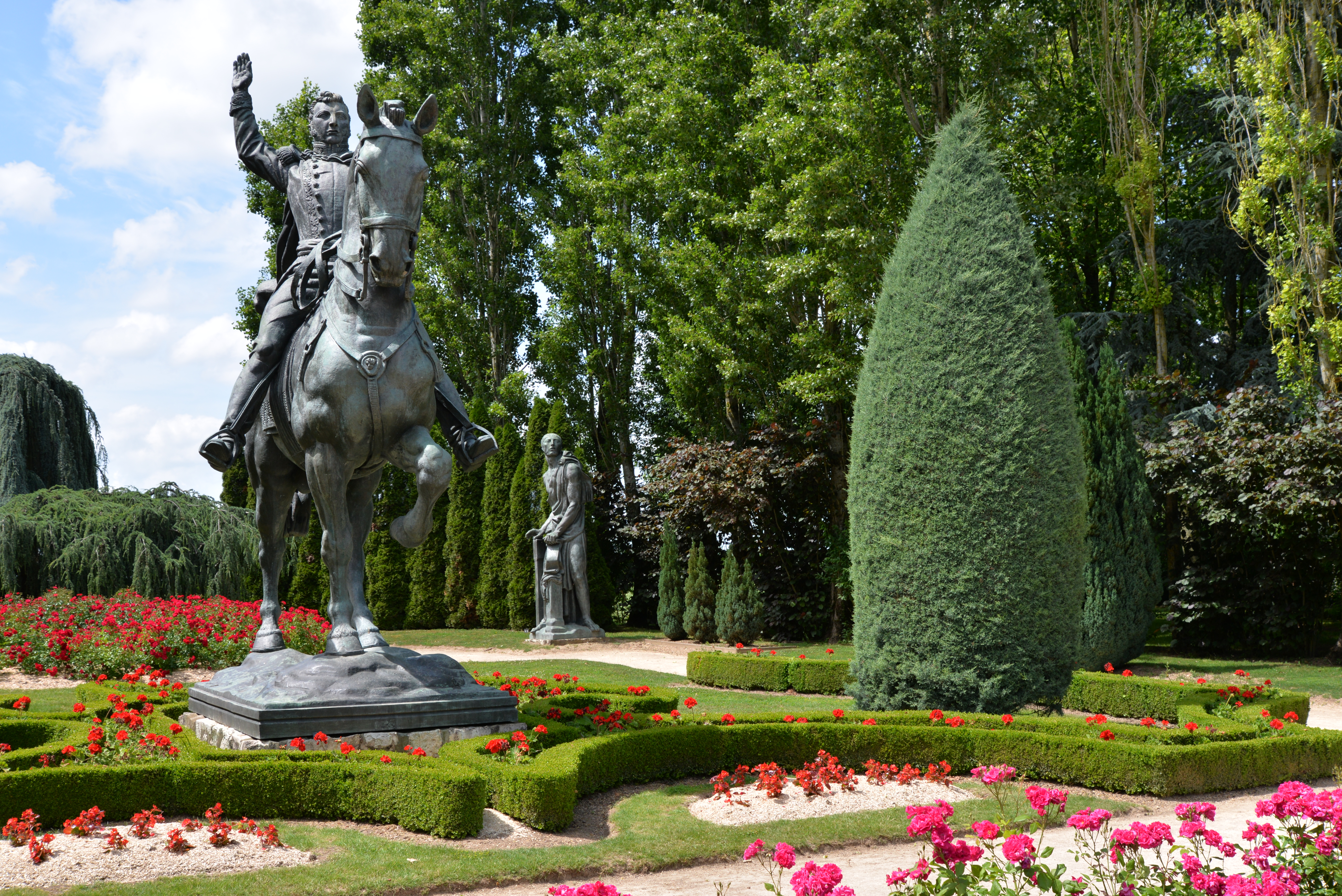
Statue équestre du Général Alvear

### Jardin arrière, massif du général Alvear
- Buste de Léon Cladel (1894)
- Colonne Roland (1894-1900)
- La Victoire pour le monument du Hartmannswillerkopf (1924)
- Statue équestre du général Alvear (Monument au général Alvear) (1913-1923)
- La Liberté (Monument au général Alvear) (1913-1923)
- La Victoire (Monument au général Alvear) (1913-1923)
- L'Éloquence (Monument au général Alvear) (1913-1923)
- La Force (Monument au général Alvear) (1913-1923)
- Grand buste bras levé du cuirassier (Monument aux défenseurs et combattants du Tarn et Garonne) (1893-1900)
- La France (Monument aux défenseurs et combattants du Tarn et Garonne) (1893-1896)
- La naissance d'Aphrodite, l'art tragique et la comédie (décor de l'opéra de Marseille) (1924)
- La victoire (aptère) monument du Hartmannswillerkopf (1924)

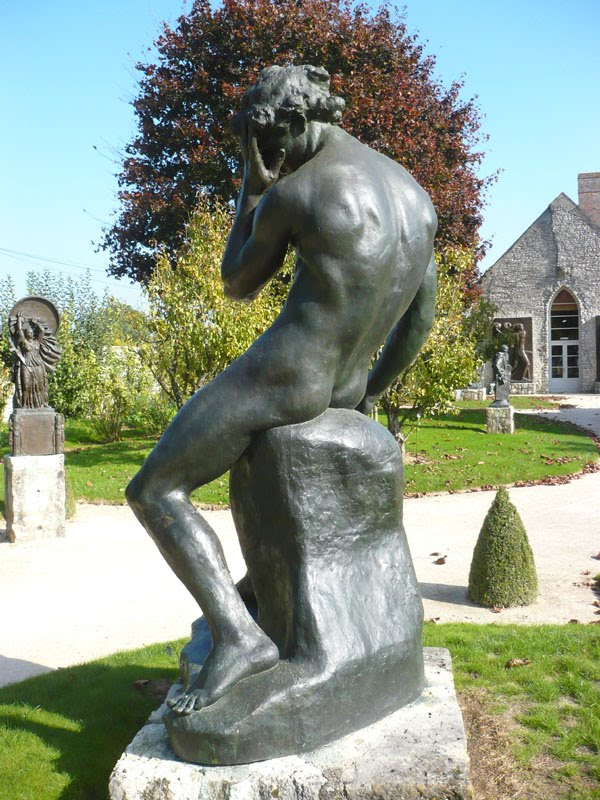
Adam

### Jardin central, potager décoratif
- Carpeaux au travail (1909)
- Projet de vasque (1890)
- Grand serpent. Deuxième étude pour La France (1925)
- Isadora Duncan (fragment de Monument à Falcón) (1911)
- Adam, (1889)
- La Victoire du droit (projet de Monument aux députés morts pour la France) (1916)
- Daumier (projet de monument) (1925)

### Jardin de devant, bâtiment d'accueil
- La Danse (décor du théâtre des Champs-Élysées) (1912)
- La Musique (décor du théâtre des Champs-Élysées) (1912)
- L'Architecture (décor du théâtre des Champs-Élysées) (1912)
- Sapho (Deuxième composition) (1925)
- Muse (décor du théâtre des Champs-Élysées) (1912)
- Muse (décor du théâtre des Champs-Élysées) (1912)
- La Vierge à l'offrande (à l'intérieur du bâtiment d'accueil) (1921)
- Amourette (Poucette) (à l'intérieur du bâtiment principal, non visible) (1914)

## Michel Dufet (1888-1985)
Issu d'une famille d'ingénieurs, Michel Dufet est dès sa jeunesse plus attiré par les lettres et le dessin que par les matières scientifiques. Souhaitant devenir peintre, il s'est inscrit à l'École des beaux-arts de Paris mais, à la demande de ses parents, choisit la section d'architecture et suit parallèlement les leçons du peintre Raphaël Colin. Trouvant l'enseignement des Beaux-Arts trop académique, il décide de s'engager rapidement dans la vie active. Il fonde en 1913 avec son ami Edmond Vasset une entreprise de décoration, M.A.M. (Meubles Artistiques Modernes), qu'il va co-diriger jusqu'en 1923. Michel Dufet dessine les meubles, les tissus, les papiers peints qui sont vendus dans le magasin de l'avenue de l'Opéra et il devient parallèlement en 1917 directeur artistique de la revue La Vie féminine. Il dirige ensuite de 1919 à 1922 les Feuillets d'Art, luxueux périodique largement ouvert aux artistes modernes.
Après un séjour au Brésil en 1923-1924 pour le compte de la maison de décoration Red Star, il reprend en France ses activités de presse pour le mensuel Théâtre et comoedia illustré puis pour la Revue de la Femme tout en en continuant à créer des meubles, en collaborant à des décors pour le théâtre et le cinéma ou en participant à l’aménagement du paquebot Île-de-France. À partir de 1927, il prend la direction de la galerie Le Sylve, succursale dévolue au mobilier moderne du grand magasin de meubles Au Bûcheron. Il cherche alors à concevoir des meubles conciliant formes contemporaines, matériaux de qualités et fabrication industrielle en série, tout en répondant à des commandes de prestige, comme le bureau en zinc poli pour la Compagnie asturienne des mines ou le salon d'attente du maréchal Lyautey. De 1933 à 1957, il participe à une nouvelle entreprise éditoriale en assumant la rédaction de la revue Le Décor d'Aujourd'hui.
Les dernières décennies de la vie de Michel Dufet ont été consacrées à la peinture, son jardin secret, et à la reconnaissance de l’œuvre d'Antoine Bourdelle, qu'il avait connu dès les années 1910 et auquel il vouait une profonde admiration. Ayant assuré la promotion de ses sculptures à la galerie Le Sylve comme dans les revues d'art qu'il a dirigées, il a ensuite été l'un des soutiens actifs de la création d'un musée consacré à Bourdelle dans son ancien atelier de Montparnasse, aux côtés de la veuve du sculpteur, Cléopâtre, et de sa fille Rhodia, qu'il a épousée en 1947.

## Autres lieux d'exposition des œuvres d'Antoine Bourdelle
Il existe à Paris, un Musée Bourdelle situé au 18, rue Antoine-Bourdelle dans le 15e arrondissement. Il est installé dans les appartements, ateliers et jardins où Antoine Bourdelle vécut et travailla dès 1885. Ce lieu fut transformé en musée en 1949.
À Montauban, la ville natale d'Antoine Bourdelle, le Musée Ingres-Bourdelle abrite une collection importante d’œuvres du sculpteur.

## Renseignements pratiques
Le musée est ouvert jusqu'à fin octobre du mercredi au dimanche de 10h30 à 13h et de 14h à 18h.
Par la route :
- Depuis Paris (distance 100 kilomètres) : Autoroute A6, direction Lyon, sortie 16 : Montereau-Fault-Yonne/Nemours, direction Sens, puis D225, puis D58, et à gauche avant Égreville.

ATTENTION : le musée n’est pas accessible en transport en commun.
Par les sentiers pédestres :
- PR d'Égreville, liaison avec le GRP du Lunain,
- Circuit pédestre d’ Égreville (balisage jaune).

Stationnement :
- Parking et aire de pique-nique avec tables à proximité,
- Parking à vélos,
- Places handicapées réservées,
- Halte pour chevaux,
- Le parking est adapté à la circulation des bus.